# Pronunciamiento de Sagunto

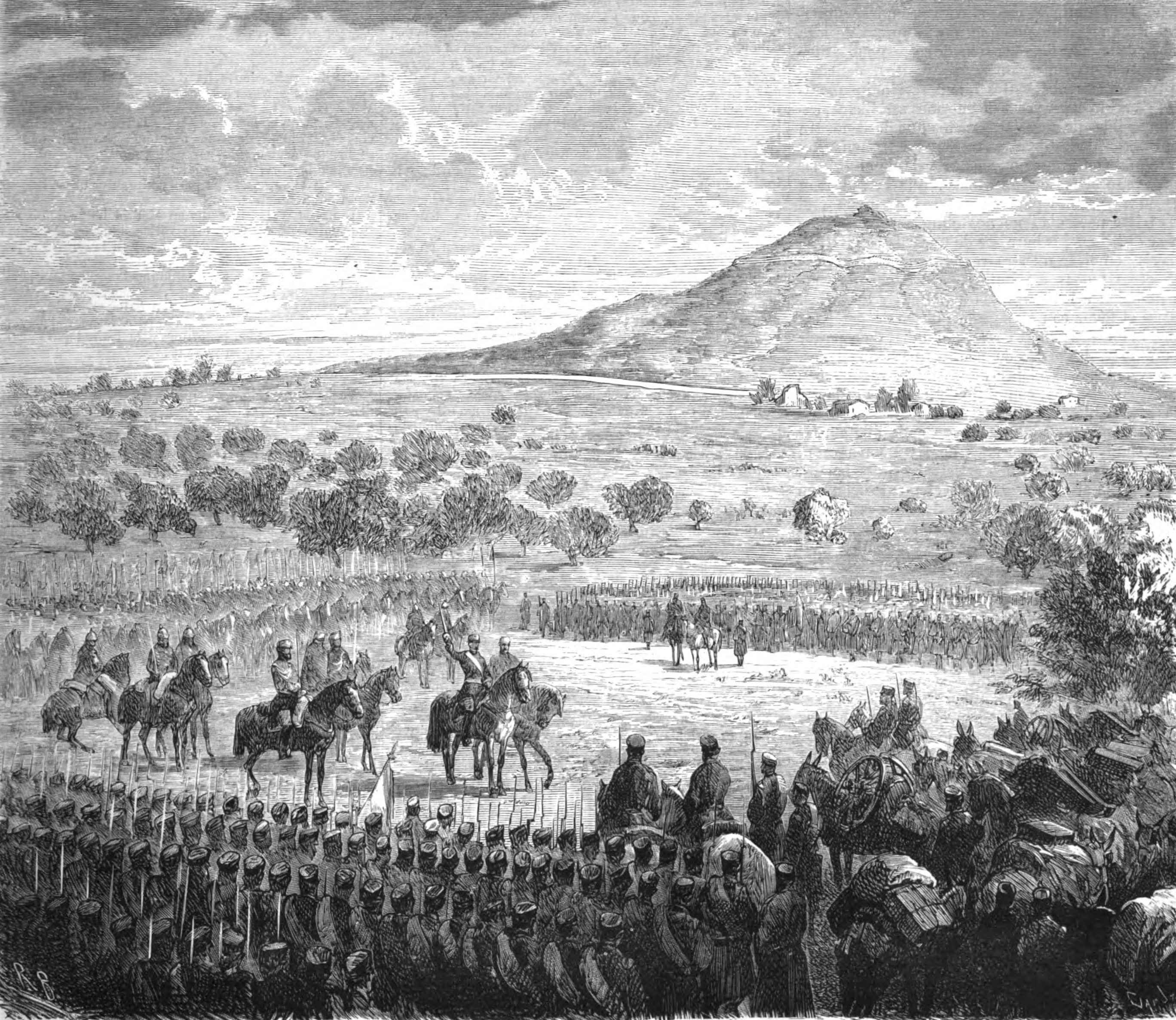
Proclamación del rey Alfonso XII por la brigada Daban, al mando del general Martínez Campos, el 29 de diciembre de 1874 en Sagunto

Se conoce como pronunciamiento de Sagunto o pronunciamiento de Martínez Campos al pronunciamiento a favor de la restauración de la monarquía borbónica en la persona de Alfonso de Borbón, hijo de la exreina Isabel II en quien había abdicado sus derechos a la Corona española en 1870. Lo encabezó el general Arsenio Martínez Campos y tuvo lugar el 29 de diciembre de 1874 en la localidad valenciana de Sagunto. «Fue el “suceso” que se esperaba en los cuartos de banderas y en los salones aristocráticos adornados con la flor de lis», ha comentado Ramón Villares. Su triunfo, gracias al respaldo de los principales generales del Ejército, supuso el fin de la Primera República Española y el inicio del periodo conocido como la Restauración.

## Antecedentes

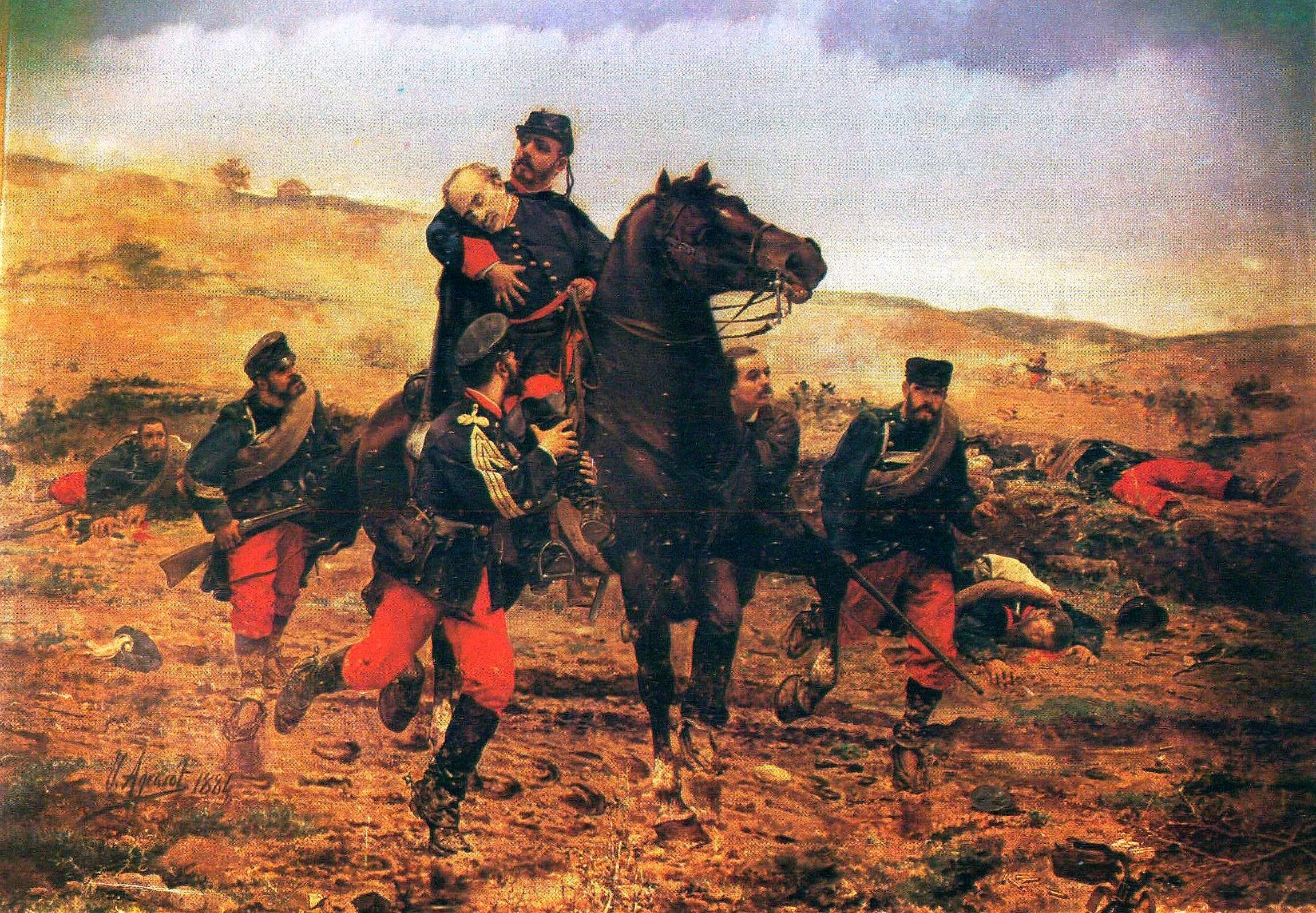
Muerte del Marqués del Duero (1884) del pintor Joaquín Agrassot. La muerte del general De la Concha, marqués del Duero, en el sitio de Estella en junio de 1874 desbarató los planes de Cánovas para proclamar al príncipe Alfonso como rey de España tras la victoria sobre los carlistas (que no tendría lugar hasta febrero de 1876).

Con la instauración de la República unitaria presidida por el general Serrano ―tras el triunfo del golpe de Estado de Pavía del 2 de enero de 1874― las iniciativas conspirativas a favor de la restauración borbónica se aceleraron y se multiplicaron. Como ha señalado Feliciano Montero, «el problema para Cánovas [el líder del «alfonsismo» desde agosto de 1873] no era tanto impedir la intervención militar como controlarla y someterla a su amplio proyecto restaurador, conciliador, no revanchista». Para ello contó con el general Manuel Gutiérrez de la Concha e Irigoyen, un militar no vinculado al Partido Moderado, y que estaba al mando del Ejército del Norte desplegado en el País Vasco y Navarra, los bastiones del carlismo. El proyecto de Cánovas y de Concha era aprovechar el fin de la guerra que hubiera supuesto la toma de Estella, la capital del Estado carlista ―el primer paso ya se había dado con la toma de Bilbao en mayo de 1874―, para proclamar al príncipe Alfonso como rey de España, pero el general Cocha murió en el sitio de Estella, que no cayó, frustrándose con ello todo el plan.
En cambio Cánovas no confiaba en el general Martínez Campos, que sería el que finalmente encabezaría el pronunciamiento de Sagunto, por su vinculación con el Partido Moderado, cuyo proyecto no era el mismo que el canovista como se demostraría en los inicios de la Restauración. Por otro lado, la muerte del general Concha confirmó «en Cánovas la idea de que la restauración del príncipe Alfonso debía venir como resultado de un amplio movimiento de opinión; de una movilización civilista que culminaría en las esperadas Cortes», ha señalado Carlos Seco Serrano. Así se lo hizo saber a la ex reina Isabel II cuando fue a verla en París entre el 8 y el 14 de agosto de 1874.

## Los preparativos
El día 21 de diciembre de 1874 el general Martínez Campos le escribió al príncipe Alfonso explicándole por qué había decidido actuar por su cuenta para proclamarle rey de España sin contar con Antonio Cánovas del Castillo, el jefe de la causa alfonsina desde agosto del año anterior, y pidiéndole permiso para hacerlo (aunque finalmente no esperó a la respuesta, si la hubo, para iniciar el «movimiento»):

Mi crédito en el ejército y con el público se va gastando rápidamente; me he hecho incompatible con D. Antonio Cánovas, que podrá ver con más calma y lucidez el estado de los asuntos, pero que yo creo no va por buen camino, y he creído mi deber acudir a V.A. rogándole me autorice reservadamente para obrar independientemente de D. Antonio Cánovas, a pesar de que esto tendrá el inconveniente de que no encontraré recursos metálicos tan necesarios para el pago del soldado, cuyos haberes percibe con grande atraso… No acuso a nadie, no defiendo mi razón, porque creo que no debo ocupar la alta atención de V.A. con relaciones enojosas; aguardo con ansiedad la resolución de V.A., porque los momentos los considero supremos.

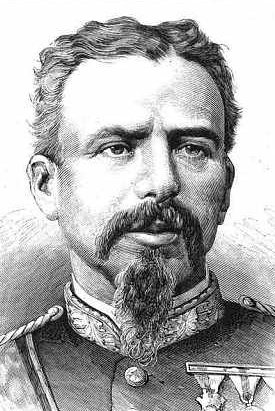
El general Arsenio Martínez Campos.

Detrás del «movimiento» se encontraban los generales vinculados al Partido Moderado, encabezados por el conde de Valmaseda, a quienes no había gustado el Manifiesto de Sandhurst del 1 de diciembre de 1874 porque Cánovas había puesto en boca del príncipe su propio pensamiento con lo que su publicación aceleró los preparativos del golpe militar. Valmaseda, que había sido capitán general de Cuba y que durante su mandato Martínez Campos había sido su jefe de Estado Mayor, contó con el apoyo del grupo de presión hispano-cubano, interesado en mantener el statu quo de la colonia ―es decir, el sistema esclavista― y preocupado porque la guerra de Cuba no derivara en «un segundo Haití, del que aparta la vista la humanidad horrorizada», como se decía en un manifiesto de la nobleza española.
La ocasión la proporcionó el general Luis Dabán que el 22 de diciembre le comunicó al general Martínez Campos ―en aquel momento sin destino― que ponía a su disposición la brigada que estaba a su mando en Sagunto (provincia de Valencia), aunque la oferta expiraba a fin de mes. El 27 de diciembre le envió un telegrama con la frase convenida ―«Naranjas en condiciones»― y esa misma noche Martínez Campos tomó el tren para Valencia, acompañado del brigadier Bonanza y del coronel Antonio Dabán, hermano de Luis ―los tres viajaron vestidos de paisano―. Antes de partir, Martínez Campos le escribió una carta a Cánovas del Castillo en la que le anunciaba su intención de llevar a cabo «el movimiento a favor de don Alfonso XII» (pero la carta llegó demasiado tarde para que Cánovas pudiera impedírselo):

La decisión que tomo hoy la debí tomar hacer cuarenta y cinco días. No me arrojo por amor propio ni por derecho; lo hago por la fe y convicción que tengo; lo hago porque ustedes aseguran que la opinión está hecha. No me mezclo en política: daré por manifiesto la contestación de Su Alteza. Exijo, sí, que si el movimiento triunfa en Madrid, sea usted el que se ponga al frente del Gobierno; ruego que sea ministro de la Guerra el general Balmaseda [sic].[…]
Tengo el firme propósito de no aceptar mando, ni ascenso, ni título, ni remuneración alguna. Si consigo mi objeto, el poner a este país en vías de tranquilidad, mi ambición queda satisfecha. No hay de mí a usted antipatía alguna… La diferencia entre usted y yo estriba en los distintos modos de procedimiento en la cuestión del alzamiento.

## El pronunciamiento
Martínez Campos y sus dos compañeros llegaron a Valencia por la mañana del día 28 y pasaron el día escondidos en casa de un alfonsino. Cuando oscureció marcharon a Sagunto en una tartana, todavía vestidos de paisano. A medianoche se reunieron con el general Dabán y hacia las tres de la madrugada del día 29 Martínez Campos se reunió con los jefes y oficiales de la brigada para explicarles lo que se disponía a hacer. Todos le apoyaron, excepto un capitán que solicitó permiso para ser separado del mando. A las siete de la mañana se despertó a la tropa —integrada sólo por dos batallones de infantería y varios escuadrones: en total 1800 hombres― y en un lugar cercano a Sagunto denominado Las Alquerietas, un campo de olivos, Dabán formó a sus hombres y Martínez Campos les lanzó una breve arenga y proclamó rey de España al príncipe don Alfonso de Borbón «en nombre del Ejército y de la nación». Los soldados respondieron dando vivas al rey.

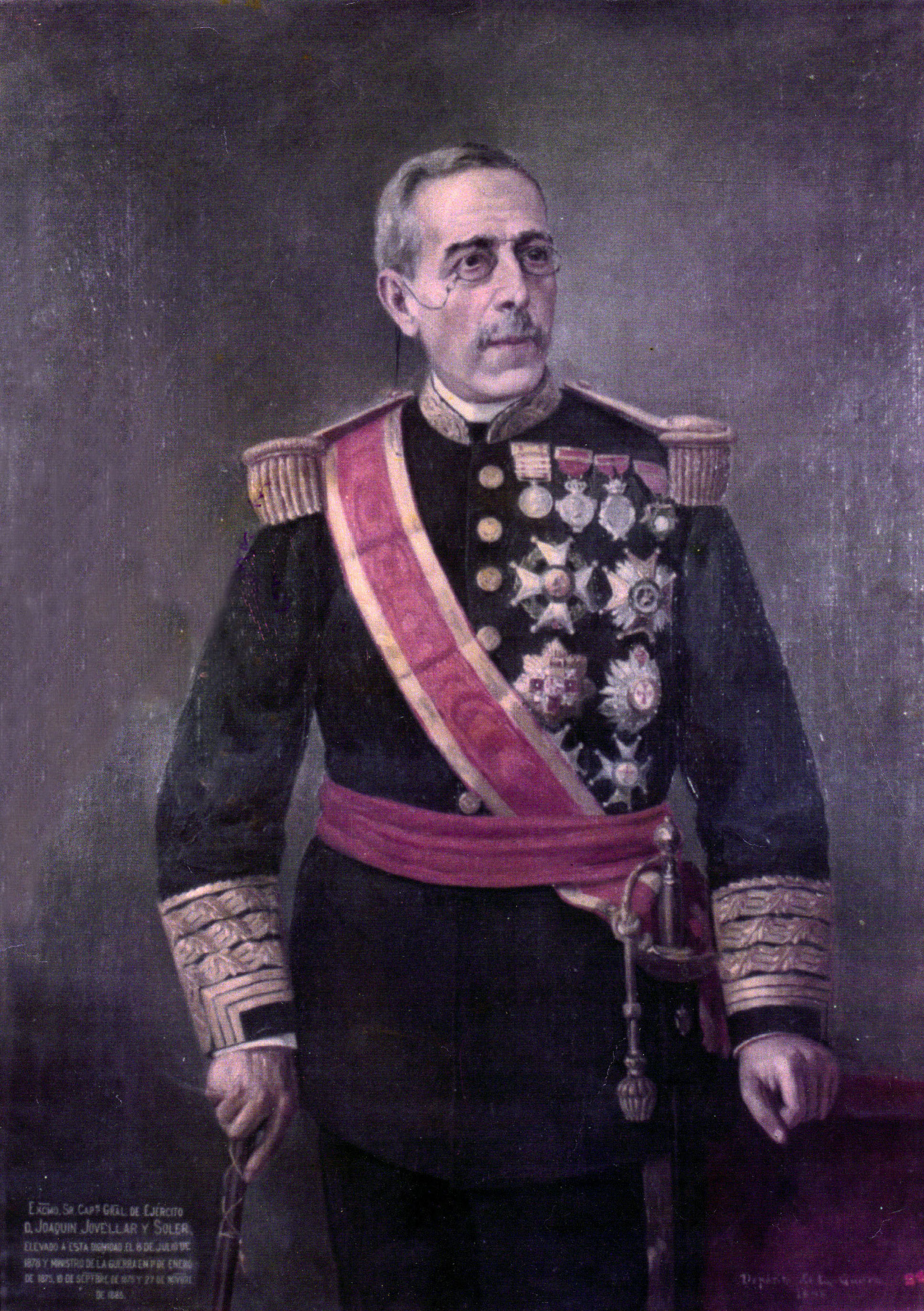
Retrato del general Joaquín Jovellar, cuyo apoyo al pronunciamiento de Martínez Campos en Sagunto fue decisivo para que triunfase.

Sin embargo, dada la escasez de los efectivos que había reunido Martínez Campos, «pues ninguna otra fuerza estaba formalmente comprometida», el éxito del pronunciamiento se debió al apoyo que le dio el general «septembrino» Joaquín Jovellar, comandante en jefe del Ejército del Centro desplegado para combatir a los carlistas, y del que la brigada de Dabán formaba parte. Jovellar, tras recibir en Castellón, donde se encontraba, el telegrama de Martínez Campos en el que le daba cuenta de su «movimiento» y le pedía que se sumase, se dirigió a Valencia y, gracias sobre todo a que unidades militares favorables a la causa alfonsina se habían apoderado de los puntos estratégicos de la ciudad durante la madrugada del día 30, logró imponer su autoridad al capitán general, que fue arrestado al no querer unirse al golpe y mantener su lealtad al gobierno legal, a pesar de que era monárquico (fracasó en su intento de armar una milicia, en unión del alcalde republicano de Valencia). Previamente, Jovellar había enviado un telegrama al ministro de la Guerra en el que le decía «que un sentimiento de levantado patriotismo, que se inspiraba en el bien público y en la necesidad de conservar unido al Ejército para hacer frente a la guerra civil e impedir la reproducción de la anarquía, le impulsaba a aceptar el movimiento y ponerse a su cabeza». Martínez Campos también telegrafió desde Sagunto al ministro de la Guerra y al presidente del gobierno pidiéndoles que aceptaran la nueva situación, única capaz de «librar al país de la anarquía y la guerra civil».
El gobierno presidido por el constitucionalista Práxedes Mateo Sagasta se mostró dispuesto a hacer frente a los «rebeldes». Hizo público un comunicado, aunque no demasiado contundente, en el que decía: «El Ministerio, fiel a sus propósitos y leal a los solemnes compromisos que ante el país y Europa tiene contraídos, está hoy más resuelto que nunca a cumplir con su deber y lo cumplirá». En la noche del día 30 Sagasta se puso en contacto telegráfico con el presidente del Poder Ejecutivo de la República, el general Serrano, que se encontraba en Tudela —o en Miranda de Ebro—, encabezando el Ejército del Norte que iba a lanzar una gran ofensiva contra los carlistas. Pero Serrano le comunicó que contaba con muy pocas fuerzas leales dispuestas a ir a Madrid, una vez que se había conocido la decisión del general Jovellar de apoyar el pronunciamiento —la mayoría de los generales, jefes y oficiales del Ejército del Norte simpatizaban con la causa alfonsina y, reunidos en Logroño, habían optado por desobedecer las órdenes del general Serrano, lo que sería conocido como un «pronunciamiento pasivo»—. En el último telegrama ―el intercambio de mensajes había durado hora y media― el general Serrano le dijo: «El patriotismo me veda que se hagan tres gobiernos en España [el suyo, el alfonsino y el carlista]». A continuación cruzó la frontera hispano-francesa.

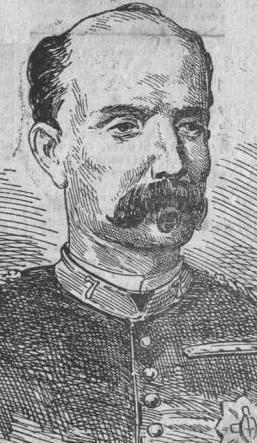
El capitán general de Madrid Fernando Primo de Rivera, quien finalmente contribuyó al éxito del pronunciamiento iniciado en Sagunto por Martínez Campos.

Casi al mismo tiempo el capitán general de Madrid, Fernando Primo de Rivera, otro general «septembrino» que inicialmente se había mostrado leal al gobierno, le comunicó a Sagasta que al no estar seguro de poder contar con las fuerzas de la guarnición de la capital, «pues la oficialidad era favorable a la causa del Príncipe Alfonso», cambiaba de postura. «Señor Presidente, me veo en la sensible necesidad de manifestar a usted que la guarnición de Madrid se asocia al movimiento del Ejército del Centro, y que va a constituirse un nuevo gobierno» —en aquel momento las tropas ya habían ocupado los puntos estratégicos de la capital y rodeaban la sede del Ministerio de la Guerra, donde se encontraba reunido el gabinete—. La respuesta del presidente del gobierno fue entregarle el poder, no sin antes «protestar enérgicamente» «contra el acto de violencia que aquí tiene lugar». Eran las 11 de la noche del 30 de diciembre de 1874. El pronunciamiento iniciado en Sagunto había triunfado.
«Jamás cambio alguno de régimen ha tenido lugar con una calma y una armonía tales», informaba a su gobierno el embajador francés. El embajador británico, por su parte, comunicaba a Londres que la mayor parte de la población de la capital mostraba una «indiferencia notable». «No obstante, la alta sociedad en Madrid y en otras provincias acogió con entusiasmo el cambio», apostilla el historiador José Varela Ortega.

## Las consecuencias

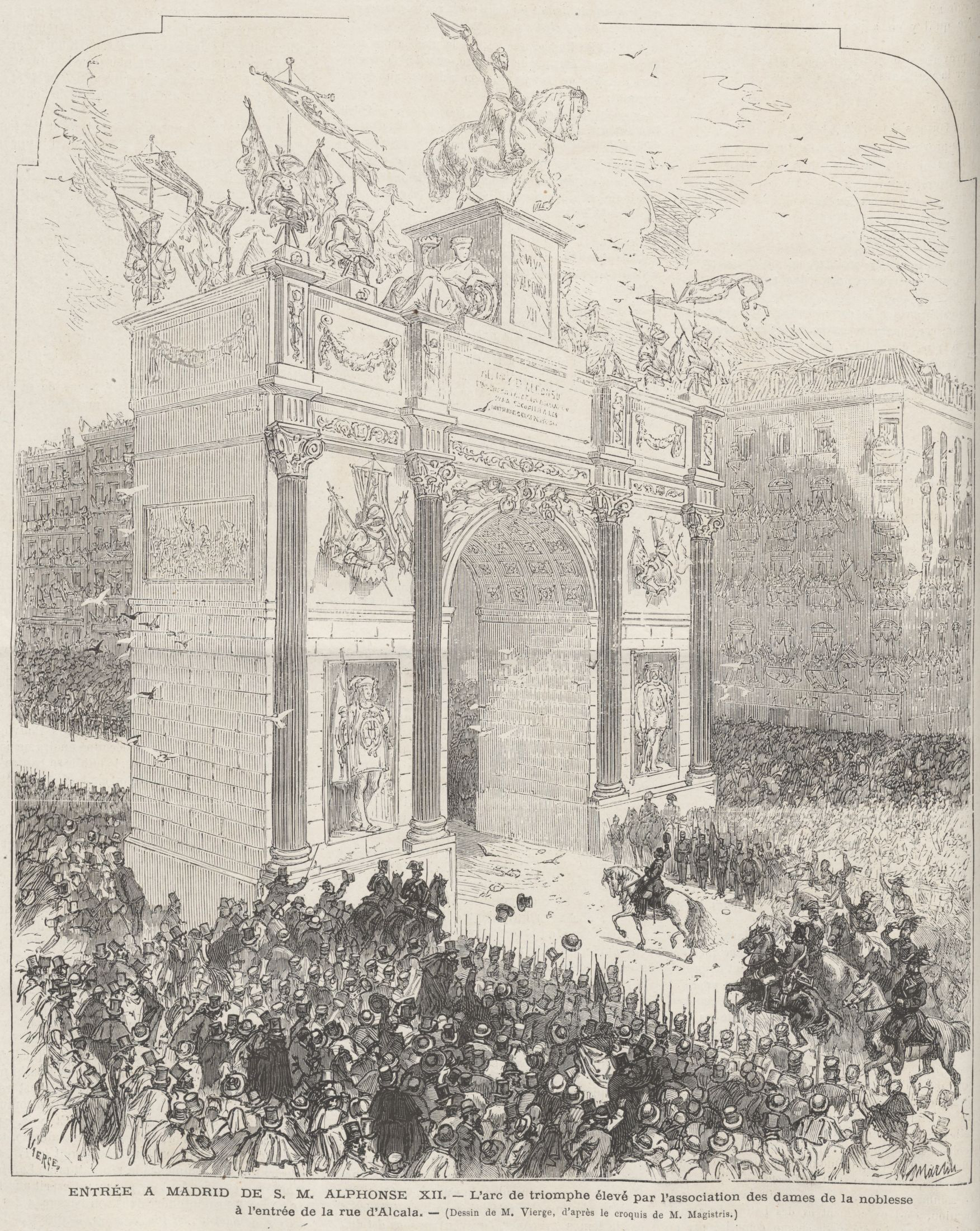
Grabado que muestra la entrada del rey Alfonso XII en Madrid a su paso bajo un arco de triunfo levantado en la calle de Alcalá el 14 de enero de 1875.

Cánovas del Castillo, que había sido inicialmente detenido, es agasajado en la sede del gobierno civil de Madrid. Después nombra a los miembros del Ministerio-Regencia que asumió el poder conferido por Primo de Rivera hasta la vuelta del exilio del príncipe Alfonso, ahora ya proclamado rey. En el momento de producirse el pronunciamiento, éste se encontraba de viaje en París, donde residía su madre la reina Isabel II, desde la Academia de Sandhurst, en Inglaterra, y fue informado de lo ocurrido en España a última hora del día 30 mediante una nota que decía en francés: «Votre Majesté a été proclamé Roi hier soir par l'Armée espagnole» ('Vuestra Majestad ha sido proclamado Rey ayer por la tarde por el Ejército español'). Pocas horas después Cánovas del Castillo enviaba un telegrama a la reina Isabel II en el que le comunicaba «este gran triunfo, alcanzado sin lucha ni derramamiento de sangre».
Se organizó entonces rápidamente el viaje de regreso a España del príncipe Alfonso vía Marsella. Mientras tanto, se celebraron Te Deums y se repartió pan a los pobres en las principales ciudades. El nuevo rey desembarcó en Barcelona el 9 de enero, donde fue recibido con gran júbilo, mucho mayor que el que se había dispensado al rey Amadeo I cuatro años antes. El 14 de enero entraba en Madrid de forma «apoteósica» según las crónicas.